# Alpina (azienda)
La Alpina Burkard Bovensiepen GmbH è una casa automobilistica tedesca attiva dal 1961.

## Storia e profilo

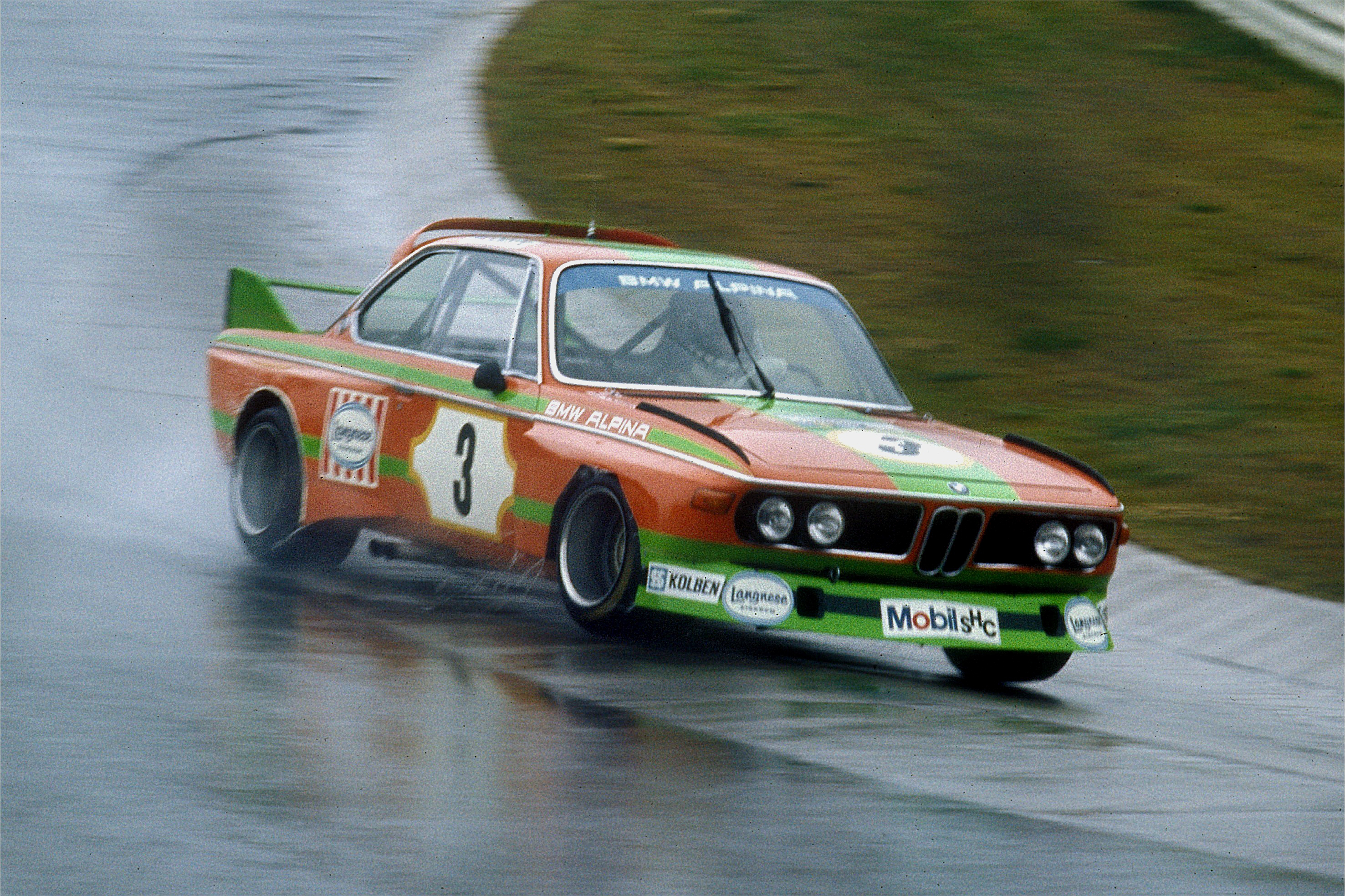
BMW Alpina 3.0 CSL del 1974, guidato da Helmuth Koinigg

Fondata dall'allora ventinovenne Burkard Bovensiepen, la Alpina è sempre stata nota agli appassionati per la sua stretta collaborazione con la BMW e per le sue vetture, basate sulla produzione della casa bavarese, ma riviste secondo i gusti del marchio stesso. La Alpina non è però semplicemente una casa specializzata in tuning applicato alle vetture BMW: è piuttosto da considerarsi un marchio a sé, economicamente indipendente dalla BMW stessa fino al 2025, ma che lavora in stretta collaborazione con la casa di Monaco per proporre versioni particolari delle vetture normalmente marchiate BMW.
Inizialmente, la Alpina era praticamente un semplice preparatore di vetture, ma in seguito, a partire dal 1983, decise di dedicarsi alla produzione di vetture e scelse di basarsi sulle BMW, quale esempio di sportività e lusso.

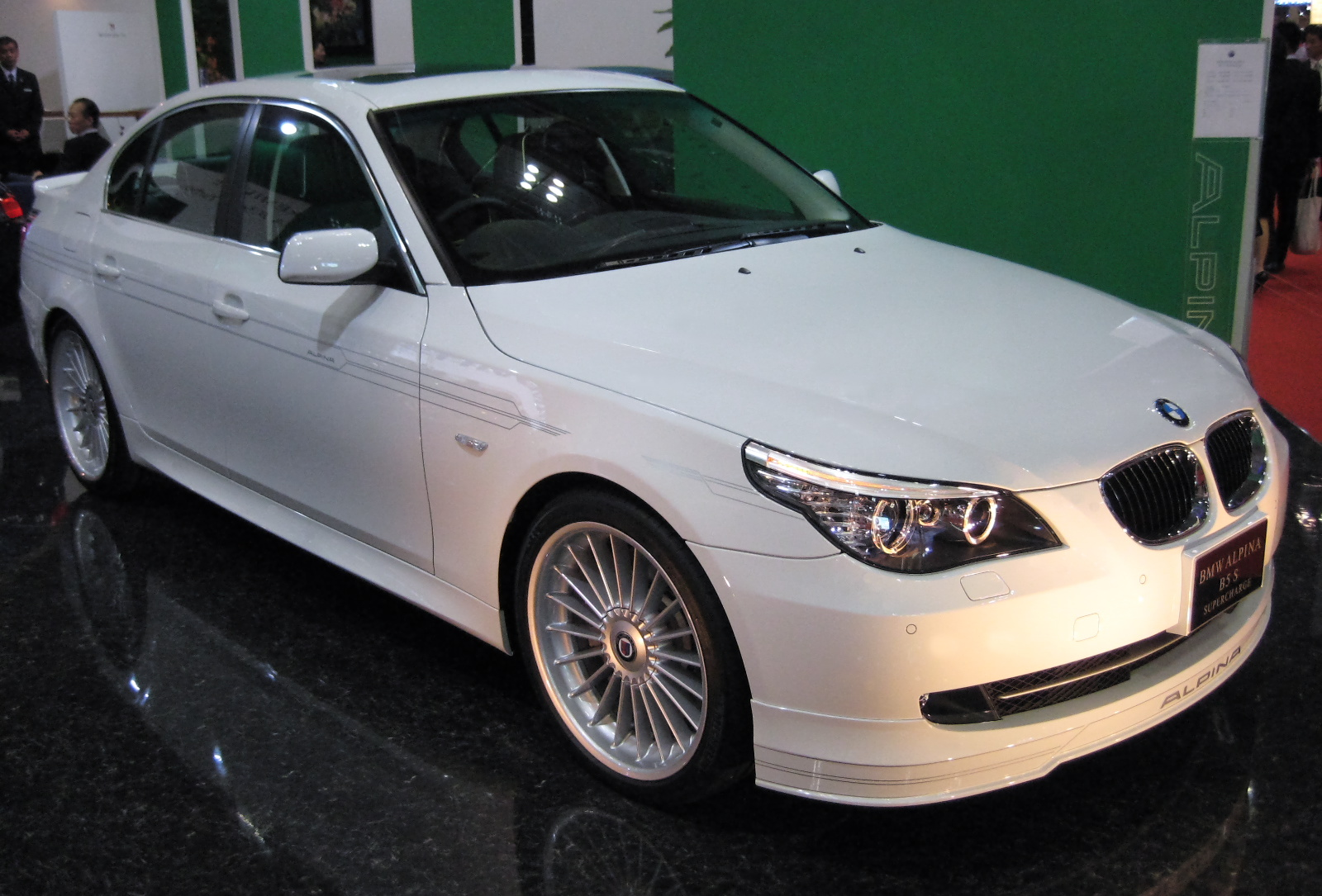
Una Alpina B5 del 2007, basata sulla BMW Serie 5 E60

Le Alpina (o BMW-Alpina) presentano alcune caratteristiche che le distinguono dalle normali BMW, come per esempio gli specifici cerchi a 20 razze o la particolare verniciatura blu metallizzata, disponibile tra le altre verniciature. Gli interni sono invece dotati di rifiniture specifiche in pelle. I motori delle Alpina, inoltre, non sono autolimitati a 250 km/h come le BMW e altre vetture di altri marchi tedeschi, ma vengono portate a un allungo superiore, che dipende dal modello, ma che può superare nettamente i 300 km/h in alcuni modelli tra i più recenti.

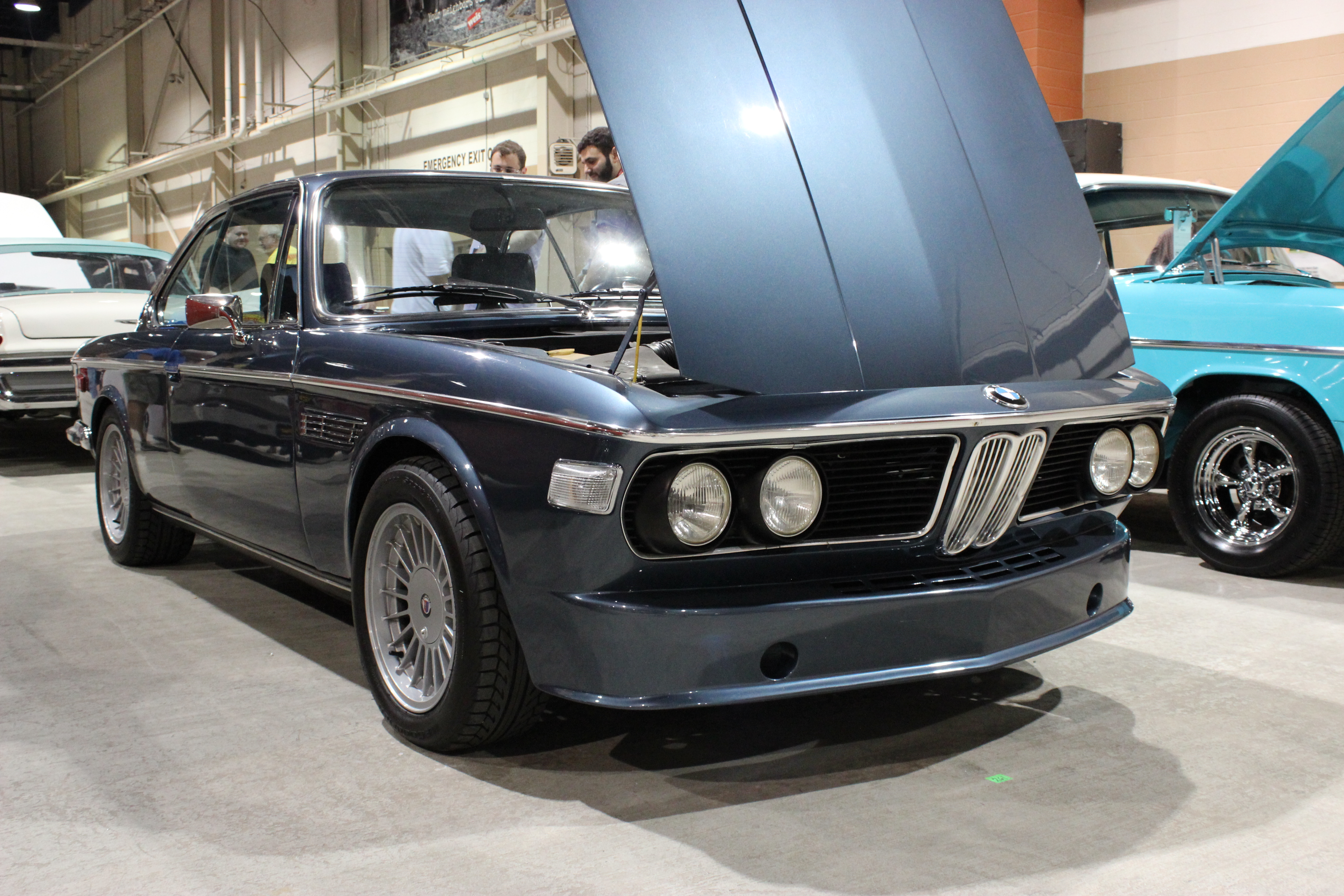
BMW Alpina 3.0 CSi, una delle prime BMW stradali elaborate dalla Alpina

Altra caratteristica delle Alpina è che, essendo i suoi modelli prodotti in tiratura limitata, ogni esemplare viene corredato di una placca indicante il numero dell'esemplare stesso.
All'inizio, come già detto, l'attività della Alpina era principalmente quella di preparatore di altre vetture, in ogni caso quasi esclusivamente BMW. Già la prima vettura di cui la Alpina si occupò fu la BMW 1500, di cui propose una versione a doppio carburatore Weber che si segnalò per le sue particolari doti di brillantezza e per le quali la Alpina ricevette gli elogi dalla stessa BMW, nonché dalla stampa specializzata dell'epoca. All'epoca, la Alpina GmbH era solo una piccola azienda che contava appena 8 dipendenti, ma già faceva parlare di sé.

Nel 1965 il marchio Alpina fu ufficialmente registrato.

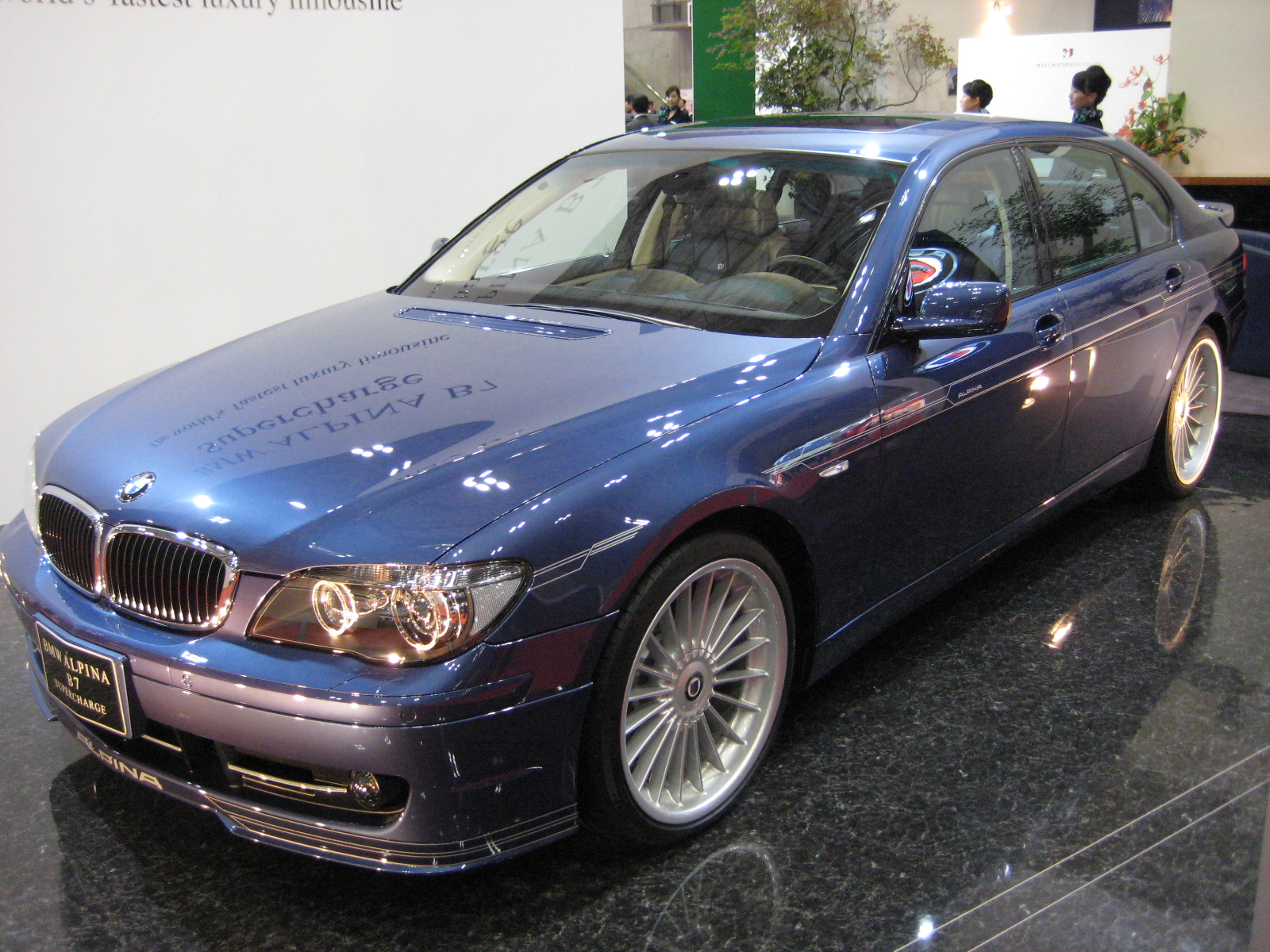
Una Alpina B7 4.4 del 2007 costruita sulla base della BMW Serie 7 E65 in grado di raggiungere i 300 km/h

Nel 1968 avvenne il debutto ufficiale nelle competizioni: tale attività, che comportò due titoli nei Campionati Turismo del 1970 e 1973, vide l'avvicendarsi di nomi noti nel mondo delle corse di allora, come Jacky Ickx, Harald Ertl, Niki Lauda e Hans Stuck.
Ma l'attività e le glorie sportive dell'Alpina non si limitarono ai soli Campionati Turismo, ma anche ad altre competizioni europee, come la 24 Ore di Spa del 1970.

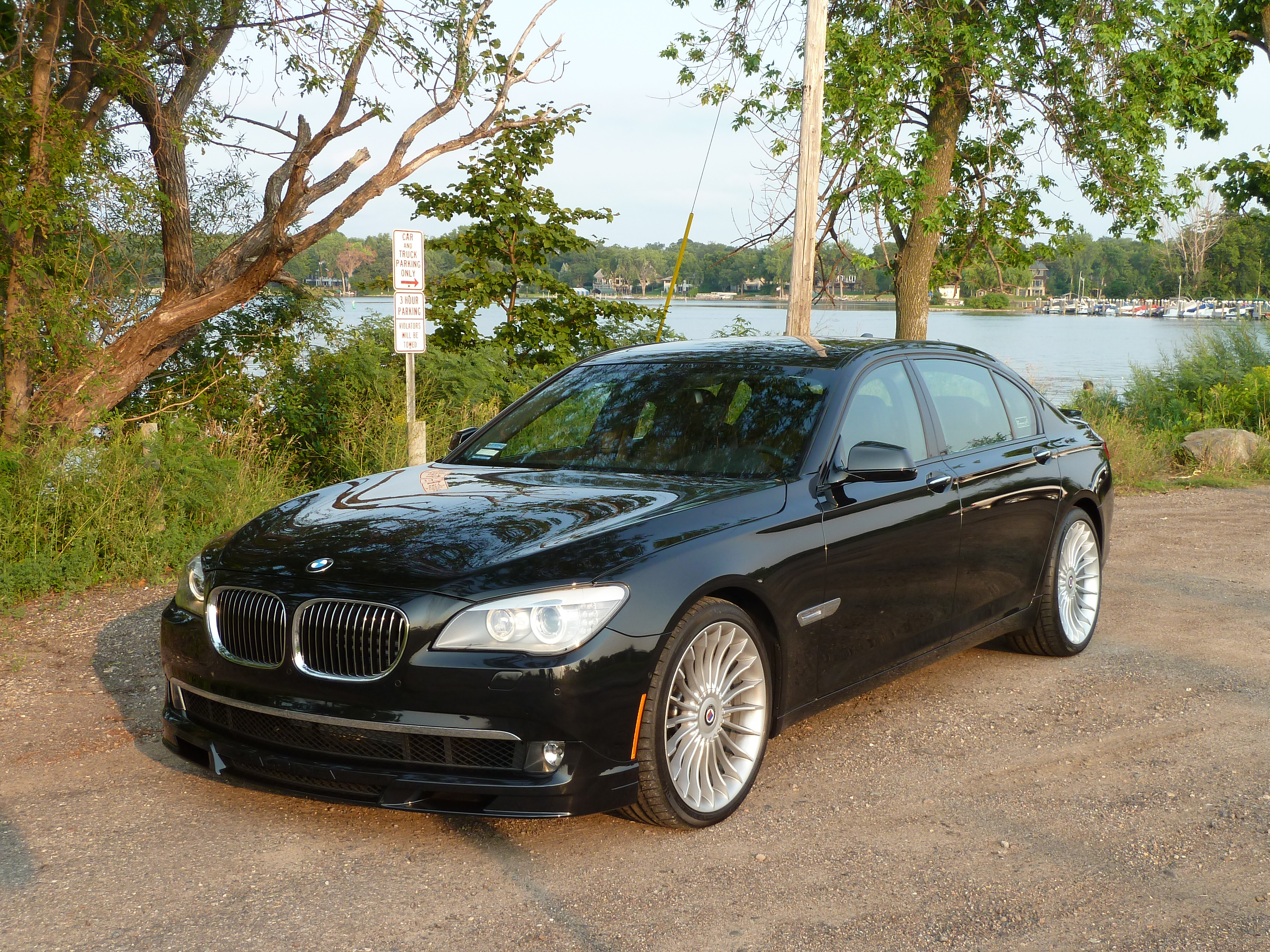
Alpina B7 L del 2012 costruita sulla base della BMW Serie 7 F01/F02

Nei primi anni settanta la Alpina cominciò una collaborazione più stretta con la BMW, proponendo alcune vetture modificate e alleggerite per uso agonistico, come alcuni esemplari opportunamente modificati di 3.0 CSL e di 2002 ti. Nel 1977 la Alpina conquistò nuovamente un titolo europeo nella categoria Turismo, dopodiché abbandonò il mondo delle corse per dedicarsi alla produzione di vetture stradali. Fu infatti dall'anno seguente, il 1978, che la Alpina manifestò il suo desiderio di divenire un costruttore di automobili e fu a partire dal 1983 che tale desiderio poté ufficialmente concretizzarsi: la Alpina fu infatti riconosciuta come costruttore di automobili e poté cominciare la sua nuova carriera. Ma già a partire dal 1978, quando tale attività fu avviata in via non ufficiale, cominciarono a essere introdotte nel mercato delle nuove vetture, sempre basate sulle normali BMW, ma riviste e rimarchiate da Alpina. L'attività della Alpina nel campo delle vetture stradali derivate dai modelli BMW continua ancor oggi.
Nei primi mesi del 2022 la casa di Buchloe viene rilevata interamente dalla BMW che fino al 2025 ne manterrà in attività la sede storica con le consuete operatività, per poi destinarla a servizi di assistenza post-vendita.

## Modelli e versioni
Parlare di tutti i modelli Alpina sarebbe lungo, pesante e dispersivo: meglio quindi raccoglierle in alcune tabelle riassuntive che ne illustrino le diverse evoluzioni nel corso degli anni. I nomi delle Alpina sono tutti composti di una lettera e un numero: nelle ultime Alpina la denominazione appare più chiara, nel senso che le versioni con lettera B indicano il fatto di essere alimentate a benzina, mentre quelle a gasolio portano la lettera D. Il numero, indica invece la serie BMW su cui si basano. Ma in passato, fino al 2002, le denominazioni erano meno chiare e incorporavano anche lettere C e numeri che non indicavano la corrispondente serie BMW.

### Alpina derivate dalla Serie 3
| Modello      | Modello BMW di base | Anni     | Nº cilindri | Cilindrata | Potenza | Vel. Max. | 0–100 km/h | Esemplari |
| ------------ | ------------------- | -------- | ----------- | ---------- | ------- | --------- | ---------- | --------- |
| B6 2.8       | 323i E21            | 1978-81  | 6L          | 2788       | 200     | -         | -          | 324       |
|              |                     | 1981-83  | 6L          | 2788       | 218     | -         | -          | 209       |
| C1 2.3       | 323i E21            | 1980-83  | 6L          | 2316       | 170     | -         | -          | 462       |
|              | 323i E30            | 1983-85  | 6L          | 2316       | 170     | -         | -          | 35        |
| C1 2.5       | 325i E30            | 1986     | 6L          | 2552       | 185     | -         | -          | 74        |
|              |                     | 1986-87  | 6L          | 2494       | 190     | -         | -          | 51        |
| C2 2.7       | 325i E30            | 1986-87  | 6L          | 2693       | 210     | -         | -          | 108       |
|              |                     | 1987     | 6L          | 2693       | 204     | -         | -          | 51        |
| B3 2.7       | 325i E30            | 1987-92  | 6L          | 2693       | 204     | -         | -          | 257       |
| B6 2.8       | 325i E36            | 1992-93  | 6L          | 2752       | 240     | 253       | 6"4        | 136       |
| B3 3.0       | 325i E36            | 1993-96  | 6L          | 2997       | 250     | -         | -          | 749       |
| B3 3.2       | 325i E36            | 1996-99  | 6L          | 3152       | 265     | -         | -          | 342       |
| B8 4.6       | 328i E36            | 1995     | 8V          | 4619       | 333     | -         | -          | 221       |
| B3 3.3       | 328i E46            | 1999-02  | 6L          | 3300       | 280     | 265       | 5"5        | 749       |
| B3 3.3 S     | 330i E46            | 2002-06  | 6L          | 3346       | 300     | 265       | 6"1        | -         |
| B3 Biturbo   | 335i E90            | dal 2007 | 6L          | 2979       | 360     | 285       | 4"9        | -         |
| D3           | 320d E90            | dal 2006 | 4L          | 1995       | 200     | 238       | 7"4        | -         |
| D3 Biturbo   | 320d E90            | dal 2007 | 4L          | 1995       | 214     | 244       | 6"9        | 289       |
| B3 S Biturbo | 335i E92            | dal 2010 | 6L          | 2979       | 400     | 300       | 4"7        | -         |

### Alpina derivate dalla Serie 5
| Modello     | Modello BMW di base | Anni     | Nº cilindri | Cilindrata | Potenza | Vel. Max. | 0–100 km/h | Esemplari |
| ----------- | ------------------- | -------- | ----------- | ---------- | ------- | --------- | ---------- | --------- |
| B7 Turbo    | 528i E12            | 1978-82  | 6L          | 2986       | 300     | 250       | 6"1        | 149       |
| B7S Turbo   | 528i E12            | 1981-82  | 6L          | 3453       | 330     | 261       | 5"8        | 60        |
| B7 Turbo    | 535i E28            | 1984-87  | 6L          | 3430       | 300     | 260       | 5"9        | 236       |
|             |                     | 1986-87  | 6L          | 3430       | 320     | 265       | 6"1        | 42        |
| B9 3.5      | 528i E28            | 1981-85  | 6L          | 3453       | 245     | 240       | 6"7        | 500       |
| B10 3.5     | 528i E28            | 1985-87  | 6L          | 3430       | 261     | -         | -          | 77        |
|             | 535i E34            | 1988-92  | 6L          | 3430       | 254     | -         | -          | 572       |
| B10 Biturbo | 535i E34            | 1989-94  | 6L          | 3430       | 360     | 291       | 5"4        | 507       |
| B10 4.0     | 540i E34            | 1993-95  | V8          | 3982       | 315     | -         | -          | 45        |
| B10 3.0     | 525xi E34           | 1993-96  | 6L          | 2997       | 231     | -         | -          | 134       |
| B10 4.6     | 540i E34            | 1994-96  | V8          | 4619       | 340     | -         | -          | 46        |
| B10 3.2     | 528i E39            | 1997-98  | 6L          | 3152       | 260     | -         | -          | 266       |
| B10 V8      | 540i E39            | 1997-98  | V8          | 4619       | 340     | 275       | 5"5        | 572       |
|             |                     | 1998-00  | V8          | 4619       | 347     | 279       | 5"4        | 1058      |
| B10 3.3     | 528i 530i E39       | 1999-03  | 6L          | 3300       | 280     | 262       | 6"4        | 425       |
| D10 Biturbo | 530d E39            | 2000-03  | 6L          | 2926       | 245     | 254       | 6"7        | 239       |
| B10 V8S     | 540i E39            | 2002-03  | V8          | 4837       | 375     | -         | -          | 187       |
| B5 4.4      | 545i E60            | dal 2005 | V8          | 4398       | 500     | 314       | 4"7        | -         |

### Alpina derivate dalla Serie 6
| Modello       | Modello BMW di base | Anni     | Nº cilindri | Cilindrata | Potenza | Vel. Max. | 0–100 km/h | Esemplari |
| ------------- | ------------------- | -------- | ----------- | ---------- | ------- | --------- | ---------- | --------- |
| B7S Turbo     | 630CS E24           | 1978-82  | 6L          | 2986       | 300     | -         | -          | 153       |
|               | 635CSi E24          | 1982-87  | 6L          | 3453       | 330     | -         | -          | 140       |
| B9 3.5 Coupé  | 635 CSi E24         | 1982-85  | 6L          | 3453       | 245     | -         | -          | 75        |
| B10 3.5 Coupé | 635 CSi E24         | 1985-87  | 6L          | 3430       | 261     | -         | -          | 44        |
| B7S Turbo     | 635 CSi E24         | 1986-88  | 6L          | 3430       | 320     | -         | -          | 20        |
| B6            | 645 Ci E64          | Dal 2005 | V8          | 4398       | 500     | 310       | 4"9        | -         |

### Alpina derivate dalla Serie 7
| Modello | Modello BMW di base | Anni     | Nº cilindri | Cilindrata | Potenza | Vel. Max. | 0–100 km/h | Esemplari |
| ------- | ------------------- | -------- | ----------- | ---------- | ------- | --------- | ---------- | --------- |
| B11 3.5 | 735i E32            | 1987     | 6L          | 3430       | 240     | -         | -          | 76        |
|         |                     | 1987     | 6L          | 3430       | 250     | -         | -          | 35        |
|         |                     | 1987-93  | 6L          | 3430       | 254     | -         | -          | 221       |
| B12 5.0 | 750i E32            | 1988-94  | V12         | 4988       | 350     | 285       | -          | 305       |
| B11 4.0 | 740i E32            | 1993-94  | V8          | 3982       | 315     | -         | -          | 7         |
| B12 5.7 | 750 E38             | 1995-98  | V12         | 5646       | 387     | -         | -          | 202       |
| B12 6.0 | 750 E38             | 1999-01  | V12         | 5980       | 430     | -         | -          | 94        |
| B7 4.4  | 745i E65            | Dal 2003 | V8          | 4398       | 500     | 300       | 4"8        | -         |

### Alpina derivate dalla Serie 8
| Modello       | Modello BMW di base | Anni    | Nº cilindri | Cilindrata | Potenza | Vel. Max. | 0–100 km/h | Esemplari |
| ------------- | ------------------- | ------- | ----------- | ---------- | ------- | --------- | ---------- | --------- |
| B12 5.0 Coupé | 850 Ci E31          | 1990-94 | V12         | 4988       | 350     | 285       | -          | 97        |
| B12 5.7 Coupé | 850 CSi E31         | 1992-96 | V12         | 5646       | 416     | -         | -          | 57        |

### Alpina derivate dalle roadster BMW
| Modello    | Modello BMW di base | Anni     | Nº cilindri | Cilindrata | Potenza | Vel. Max. | 0–100 km/h | Esemplari |
| ---------- | ------------------- | -------- | ----------- | ---------- | ------- | --------- | ---------- | --------- |
| RLE        | Z1                  | 1990-91  | 6L          | 2693       | 200     | -         | -          | 66        |
| Roadster   | Z8 E52              | 2002-03  | V8          | 4837       | 381     | -         | -          | 555       |
| Roadster S | Z4 E85              | Dal 2003 | 6L          | 3346       | 300     | 270       | 5"3        | -         |